# レイブン (歌手)
レイブン（RAVN、1995年9月2日）は、韓国出身の歌手である。男性アイドルグループ・ONEUSの元メンバー（メインラッパー、ボーカル）である。血液型A型。
身長178cm。

## 来歴
2014年8月、JYPエンターテインメント研修生対象の第11回目のオーディションに参加し、2位を獲得した。その後、JYPエンターテインメント、YGエンターテインメント研修生として活動し、またPlay MエンターテインメントのVICTONのデビュー候補メンバー として挙げられた。
2017年9月1日、RBWに所属し、同年10月29日にJTBCオーディション番組『MIXNINE』に参加したが惜しくも27位で敗退した。
2018年3月30日、MAMAMOOの「EVERYDAY」のミュージック・ビデオに出演した。
2019年1月9日、ONEUSのメンバーとして正式にデビューした。同年3月11日、個人的な事情と健康上の理由でグループのメンバーとして活動休止を発表した。同年4月19日、グループの公式サイトにてメッセージで活動復帰を宣言した。
2022年10月28日、ONEUSから脱退を発表。レイブンの関連投稿に事実無根および悪意的な編集が発見され、この部分に対しては然るべき法的手続等の対応を行い明白な事実関係を明らかにする。

## 出演

### テレビ番組
- MIXNINE（2017年10月29日 - 2018年1月26日、JTBC）

### MV
- MAMAMOO「EVERYDAY」（2018年）